# José Maria Zabalza
José María Zabalza (Irún, 11 giugno 1928 – Madrid, 8 giugno 1985) è stato un regista e sceneggiatore spagnolo.

## Biografia
José María Zabalza nella sua carriera cinematografica ha scritto e diretto 18 film tra il 1955 ed il 1985.
Debutta alla regia con il film También hay cielo sobre el mar tra i suoi film più noti ci sono: Prendi la colt e prega il padre tuo (1970), El milagro del cante (1967) , Algunas lecciones de amor (1966) e a livello internazionale il film cult girato con l'attore Paul Naschy La furia del Hombre Lobo (The fury of the wolfman)  (1972).

## Filmografia parziale

### Regia e sceneggiatore
- También hay cielo sobre el mar (1955)
- Entierro de un funcionario en primavera (1958)
- Le maledette pistole di Dallas (1964)
- Julieta engaña a Romeo (1965)
- Algunas lecciones de amor (1966)
- Camerino sin biombo (1967)
- El milagro del cante (1967)
- Yo no soy un asesino (1968)
- Homicidios en Chicago (1969)
- El regreso de Al Capone (1969)
- Prendi la colt e prega il padre tuo (1970)
- Adios Cjamango! (1970)
- Ehi! Gringo... scendi dalla croce (1971)
- El vendedor de ilusiones (1971)
- Un torero para la historia (1974)
- All'ovest del Rio grande (1983)
- El misterio de Cynthia Baird (1985)

### Regia
- La furia del Hombre Lobo (The fury of the wolfman) (1972)
- Divorcio a la andaluza (1975)

### Sceneggiatore
- Bragas calientes (Hot Panties), regia di Julio Pérez Tabernero (1983)